# SM U-40 (1914)
U-40 – niemiecki okręt podwodny typu U-31 służący podczas I wojny światowej. Okręt został zbudowany w stoczni Germaniawerft w Kilonii. Wodowanie okrętu odbyło się 22 października 1914 roku, a 14 lutego 1915 roku okręt oficjalnie wszedł w skład marynarki wojennej.
Dowódcą okrętu został mianowany Gerhardt Fürbringer, natomiast drugim oficerem został porucznik Rudolf Jauch.

## Służba
U-40 odbył jedynie jeden patrol bojowy w okolicach środkowej części Morza Północnego; nie zatopił ani jednego okrętu wroga.
Okręt został zatopiony 23 czerwca 1915 roku w okolicach Aberdeen przez połączone siły okrętu podwodnego HMS C24 oraz statku-pułapki HMS „Taranaki”. W wyniku zatonięcia okrętu zginęło 29 marynarzy i członków załogi U-40.